# Claude Itzykson
Claude Itzykson, né à Paris 3e le 11 avril 1938 et mort à Paris 7e le 22 mai 1995, est un physicien théoricien français.

## Biographie
Séparé de ses parents par la guerre – son père disparaît dans un des derniers convois vers un camp nazi – il est élevé dans un orphelinat juif de Maisons-Laffitte. Il y développe un goût marqué pour la littérature et les sciences. Après des études au Lycée Condorcet puis à l’École Polytechnique (promotion 1957) d'où il sort dans le Corps des mines, il rejoint l'Service de physique théorique du CEA à Saclay, alors dirigé par Claude Bloch, où il effectue toute sa carrière. Ses premiers travaux sont effectués en collaboration avec Maurice Jacob et Raymond Stora.
Il est spécialiste de théorie quantique des champs et des applications de la théorie des groupes à la physique. Il compte en particulier à son actif  des travaux ayant fait date sur les symétries de l’atome d’hydrogène, sur la discrétisation des théories de jauge sur réseau
, sur les intégrales sur des matrices de grande dimension et leurs applications à des problèmes de combinatoire et de physique des surfaces aléatoires, 
et sur les théories conformes des champs et leur classification, etc.
En parallèle il est un pédagogue infatigable. Par ses cours donnés dans de nombreuses universités françaises et étrangères et par les deux livres, qu’il a écrits sur des aspects complémentaires de la théorie quantique des champs, il a eu un rayonnement international considérable et une influence marquante sur une génération de physiciens théoriciens[réf. nécessaire].

## Distinctions et hommages
Claude Itzykson a reçu en 1995 le grand prix Ampère de l’Académie des sciences.
En hommage à sa mémoire, son nom est donné à une salle de conférence de l’IPhT de Saclay ainsi qu'aux "Rencontres Itzykson", organisées chaque année et traitant de tous les aspects de la physique moderne.
Un séminaire de mathématiques et physique organisé par la Fondation mathématique Jacques Hadamard est également nommé en son honneur.

## Sélection de publications
- Pair production in vacuum by an alternating field, avec É. Brézin, Phys. Rev. D 2, (1970), 1191-1199
- Remarks about the existence of non-local charges in two-dimensional models, avec É. Brézin, J. Zinn-Justin, J.-B. Zuber, Phys. Lett. B 82, (1979), 442-444
- Ising fermions, parties 1 et 2, Nuclear Physics B, tome 210, (1982), p. 448-476, p. 477-498
- Distribution of zeros in Ising and gauge models, avec R. Pearson et J.-B. Zuber, Nuclear Physics B, tome 220, (1983), p. 415
- Fractal structure of zeros in hierarchical models, avec B. Derrida et L. de Seze, Journal of Statistical Physics tome 33, (1983), p. 559-569
- Fermionic methods and Ising models in 3 Dimensions, Les Houches Lectures, tome 39, 1984, p. 559
- Density of states in the presence of a strong magnetic field and random impurities, avec É. Brézin et D.J. Gross, Nucl. Phys. B 235 [FS11], (1984), 24-44
- Covariant differential equations and singular vectors in Virasoro representations, M. Bauer, P. Di Francesco, C. Itzykson, J.-B. Zuber, Nucl. Phys. B 362, (1991), 515-562
- Counting rational curves on rational surfaces, C. Itzykson, Int. J. Mod. Phys. B 8, (1994), 3703-3724
- Scientific publications of Claude Itzykson on INSPIRE-HEP